# Corisco (cangaceiro)

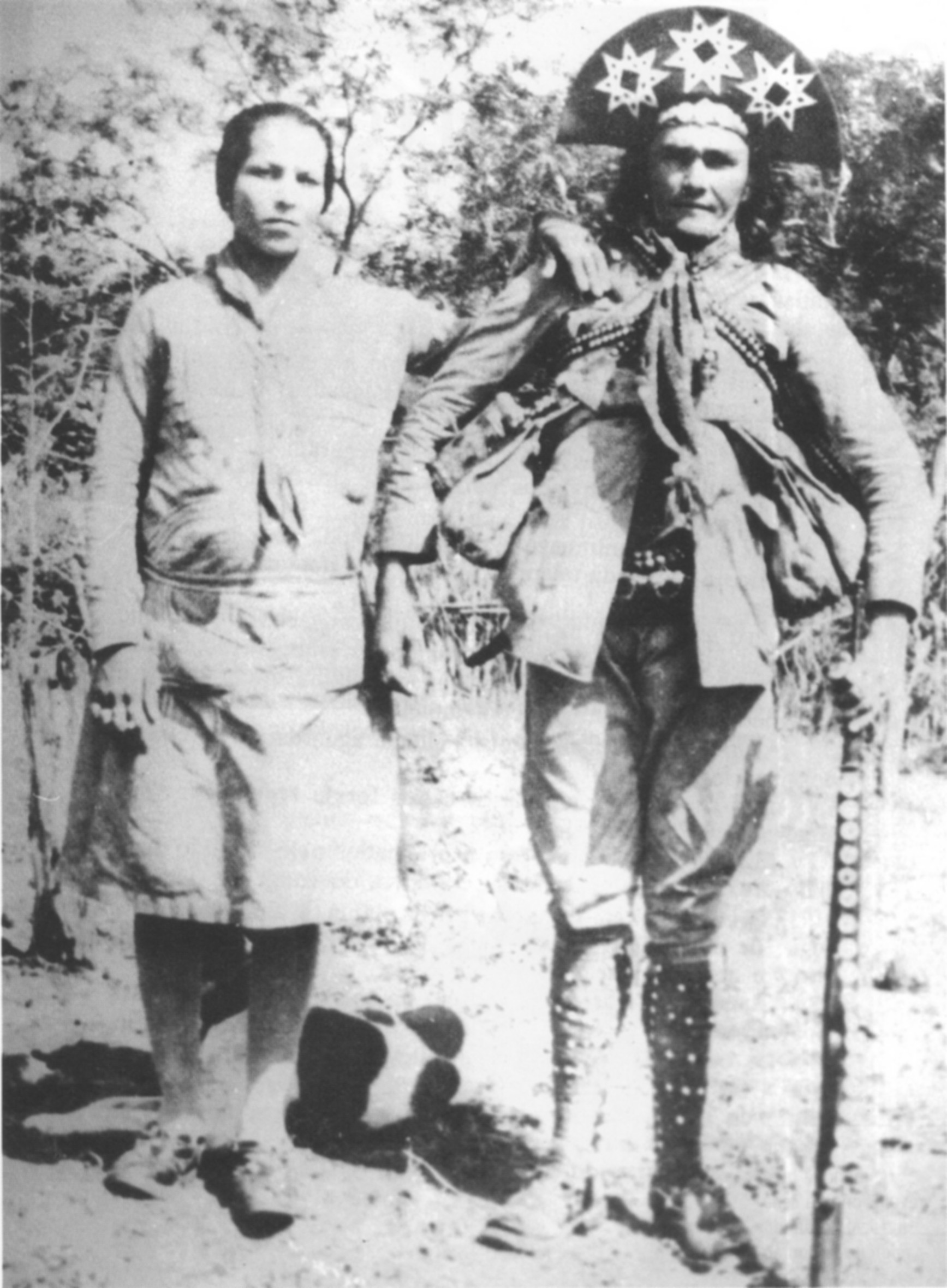
Dadá y Corisco. Foto de Benjamin Abrahão Botto

Cristino Gomes da Silva Cleto, conocido como Corisco (Água Branca, Alagoas, 10 de agosto de 1907 - Jeremoabo, Bahía, 25 de mayo de 1940), fue un cangaceiro brasileño. Se casó con la cangaceira Sérgia Ribeiro da Silva, conocida como «Dadá». Corisco también fue conocido como «Diabo Louro» ("Diablo rubio").

## Biografía
En 1924, Corisco fue convocado por el Ejército Brasileño para cumplir con el servicio militar. Desertó en 1926 y se unió a la banda del célebre cangaceiro Virgulino Ferreira da Silva, más conocido como «Lampião». Corisco se destacaba por su gran fortaleza física, su belleza, su porte físico atlético y por su melena rubia que le daban una apariencia agradable. Por esos motivos recibió el apelativo de Diablo Louro de parte de los integrantes del grupo de Lampião.
Corisco secuestró a Sérgia Ribeiro da Silva, Dadá, cuando ella tenía trece años y la forzó a permanecer con él. A pesar del odio inicial, Dadá llegó a enamorarse de su raptor. Él le enseñó a leer, escribir y usar armas. Permaneció con ella hasta el día de su muerte. La pareja tuvo siete hijos pero solo tres sobrevivieron.
Algunos desencuentros con el jefe Lampião motivaron a Corisco a separarse de él y formar su propio grupo de cangaceiros. Sin embargo esa decisión no afectó demasiado la relación de amistad entre ambos.
El 28 de julio de 1938 la policía alagoana mató y decapitó once cangaceiros que se encontraban acampados en la fazenda Angico, en el estado de Sergipe, luego de que un traidor delatase su paradero. Entre ellos se encontraban Lampião y Maria Bonita. El mismo traidor instigó intencionalmente la furia de Corisco quien en venganza asesinó a toda una familia de hacendados.

## Muerte
En 1940 el gobierno de Getulio Vargas promulgó una amnistía para los cangaceiros que se entregasen. Corisco y su mujer Dadá decidieron aceptarla pero fueron emboscados por una patrulla policial antes de poder entregarse. El cerco contra él y su banda fue en el poblado de Fazenda Pacheco, cerca de Barra do Mendes (estado de Bahía). Corisco fue ametrallado luego de ser capturado y Dadá recibió heridas que tuvieron como consecuencia que se le amputase una pierna.
Corisco fue enterrado en Jeremoabo, Bahía. Después de algunos días su sepultura fue violada, y su cadáver exhumado. Sus restos mortales fueron expuestos durante 30 años en el Museo Nina Rodrigues al lado de las cabezas de Lampião y Maria Bonita.
Con las muertes de Lampião y Corisco, el cangaço nordestino perdió fuerzas y desapareció.

## Representaciones culturales
La vitalidad, energía y violencia de Corisco fascinó a Glauber Rocha y le inspiró la película Deus e o Diabo na Terra do Sol. Corisco fue interpretado por Othon Bastos.
En 1969, fue lanzado el film Corisco, O Diabo Loiro de Carlos Coimbra. Corisco fue interpretado por Maurício do Valle, el mismo actor que interpretó a Antônio das Mortes, el asesino de Corisco, en Deus e o Diabo na Terra do Sol.
En 1996 Rosemberg Cariry dirigió Corisco & Dadá, que cuenta la historia de la pareja, protagonizada por Chico Diaz y Dira Paes.